# Tigrisoma lineatum
Tigrisoma lineatum là một loài chim trong họ Diệc.
Loài diệc này được tìm thấy ở vùng đất ngập nước từ Trung Mỹ thông qua phần lớn Nam Mỹ. Khi lần đầu tiên mô tả loài diệc vào năm 1783, tác giả đã dựa trên một mẫu vật thu được ở Cayenne, Guiana thuộc Pháp, Pieter Boddaert đặt danh pháp loài này là Ardea lineata. Năm 1827, William John Swainson chuyển loài này sang chi mới được thành lập Tigrisoma; nay loài này là một trong ba loài trong chi đó. Loài này có hai phân loài:
Đây là loài diệc có kích thước vừa, dài 26-30 (66-76 cm), với khối lượng giữa 630 và 980 g (22 và 35 oz). Chim mái và chim trống có bộ lông tương tự.
Loài này dành phần lớn thời gian của chúng ở chỗ có nước, phần lớn chế độ ăn của Tigrisoma lineatum là loài thủy sinh, bao gồm cá, động vật giáp xác, bọ nước, ấu trùng chuồn chuồn. Chúng cũng ăn chuồn chuồn và châu chấu trưởng thành.